# Eddie Vinson
Eddie Vinson, soprannominato Cleanhead (Houston, 18 dicembre 1917 – Los Angeles, 2 luglio 1988), è stato un sassofonista statunitense.

## Carriera
Ha lavorato nell'ambito musicale del blues, principalmente ma anche come interprete jazz, bebop e R&B. Originario del Texas, ha lavorato nella sezione dei fiati dell'orchestra di Milton Larkin dagli anni '30 fino al 1941. Successivamente si è spostato a New York, dove ha collaborato con Cootie Williams fino al 1945. Negli anni '50 ha lavorato invece con John Coltrane e negli anni '60 con il quintetto di Cannonball Adderley e con Jay McShann, prima di trasferirsi a Los Angeles. Negli anni '70 ha lavorato con Count Basie, Roomful of Blues, Arnett Cobb, Buddy Tate e altri.